# Michael Perlak
Michael Perlak (26 dicembre 1985) è un calciatore austriaco, centrocampista del Kuchl.

## Caratteristiche tecniche
È un trequartista.